# PCMan
PCMan是一系列免費且開放程式碼的Telnet軟體，並針對電子布告欄BBS進行最佳化設置，原始作者是洪任諭。目前此軟體為臺灣的BBS用戶廣泛使用。
2007年1月1日，作者將原始碼公開，成為開放原始碼軟體。2007年6月1日，Open PCMAN 2007正式版發佈。

## 歷史
PCMan系列BBS連線軟體，最早由陽明大學醫學系學生洪任諭製作。
在2001年作者高三畢業，升上大一的暑假，發行了陽春的第一版。原先只是單純想提供一個免費、輕巧、簡單的 BBS 連線軟體，但隨著使用者不斷增加，在眾多使用者建議下，不斷改良，增加了許多新功能陸續在每年又發行了許多新版本。
2002 年時，因為許多網友有同時上 BBS 和瀏覽網頁的需求，PCMan也順應支持者要求，推出了同時支援網頁瀏覽的新分支，當時稱作PCMan Pro，而原本的純 BBS 版本也繼續發行，稱作 PCMan Lite。同時 Ptt BBS 贊助網頁空間，官方網站搬到 http://pcman.ptt.cc/ （页面存档备份，存于）
2003 年，發行有許多重大改良的 PCMan 2003 版，此版隨後成為眾多網友喜愛的連線軟體。 此時期有 PCMan 2003 Lite/Pro 兩種版本。
2004 年，原作者升上大四，逐漸進入臨床醫學課程，已經很難有時間投入開發工作，所以想推出功能最完善的最終版本，於是投入大量精神，大幅度改寫。在眾多網友不斷反覆協助測試、建議，改良之後終於趕上 2004 年年底，發行了 PCMan 2004 系列，同時原本支援網頁瀏覽的 PCMan Pro 改名為 PCMan Combo。 此版為 PCMan 發展史上投入最多開發時間，最重要的代表作。
2005 年，在大陸網友 pentu 等人邀請下，結合兩岸資源開始合作整理全球中文 BBS 列表。 為了促進兩岸交流，讓兩岸網友有更多互相接觸了解的機會，作者遂修改原PCMan 2004，增加繁簡中文轉換的支援，同時並推出了 PCMan 2004 Lite/Combo 的簡體中文版。
2006 年，原作者改用 Linux 作業系統，並開始投入自由軟體開發同時逐漸將重心移回醫學課業，開發工作暫時中斷。 2006 遂無新版發行。
2007 年，原作者決定將 PCMan 2004 程式碼重新大規模改寫、整理並且於 1/1 元旦，將全部程式碼於網路上公開，以 GNU GPL V2 自由軟體授權釋出，供人自由使用、修改，同時並於 OpenFoundry 網站上成立了 Open PCMan 開放原始碼開發專案，Open PCMan Team 成立。隨後有幾位熱心網友加入，開始動手修改 PCMan 程式碼，並先後貢獻
了許多重要功能。
2008 年，自 2007 年發佈 Open PCMan 2007 後，長時間無新版本釋出，於 11 月起陸續有 ceshine 、 BBCall 等人加入專案，PCMan 的社群才重新開始熱絡起來。期間 ceshine 為了測試方便，在 SourceForge 另開了一個 PCMan CE project，與 BBCall 和 ewn 合作寫出了具備即時翻譯、自動更新、還有許多小修正的 PCMan CE。
2009 年，在 PCMan CE 開發逐漸成熟之後，逐步整併回 Open PCMan 專案，並決定將 Open PCMan 改回原命名——PCMan。農曆新年前，釋出了新版的 PCMan，並且給予代碼Novus（拉丁語New的意思），代表了 PCMan 的新生。2009 年底，Javascript 版本在 Firefox 平台上誕生。

## 產品列表
- Open PCMan Combo（結合了Internet Explorer的PCMan，可以瀏覽網頁也可以連線BBS）
- Open PCMan（單純BBS連線版本）
- PCMan X（重新撰寫開放原始碼且跨平台的PCMan）
- PCManX-gtk2（重新以純GTK+ 2.x撰寫開放原始碼，針對X Window設計的PCMan）
- PCMan plug-in for Mozilla／Firefox（以Mozilla／Firefox的Plug-in形式發行）
- PCMan+BBI，以PCMan Combo代碼為基礎開發的新版

## 特色
- 完全免費，不含廣告，並且開放原始碼。
- 分頁瀏覽功能。
- 可自訂熱鍵。
- 快速輸入常用文字，可用於輸入表情符號或是推圖娃娃。
- 使用系統資源少，可以在老舊的電腦上執行。
- 搜尋網頁功能，可以自訂搜尋引擎。
- 貼上短網址，可將剪貼簿中的網址轉換成短網址，方便在BBS上使用。
- 與BBS相關的功能：
  - 內建Unicode補完，可以在繁體BBS上顯示及輸入日文及簡體中文。
  - 簡繁轉換功能，可瀏覽簡體中文BBS站。
  - ANSI編輯功能。
  - 自動回訊功能，可用於自動登入。
  - 防閒置功能，避免被踢下站。
  - 自動偵測http、ftp、e-mail連結等，也可以自訂偵測的連結種類。
  - 下載正在閱讀的文章，不必手動一頁一頁複製。

### Open PCMan
作為一個輕量級BBS的瀏覽軟體，Open PCMan在較舊的電腦上仍有不錯的表現。功能上，提供包括ANSI彩色在內的基本BBS支援，並提供BBS和網頁（Combo版）的分頁瀏覽功能。在細微調整上，Open PCMan除了支援設定自訂熱鍵外，亦支援常用文字的快速輸入方法，可用於輸入表情符號或快速將推文以推圖娃娃的形式輸出等；另外內建自動回訊功能，可以設定為一連線至BBS時自動登入。
在使用者親和上，Open PCMan提供ANSI編輯器方便編輯彩色文章，亦會自動偵測http等URL連結，依類型執行相關程式；另自Open PCMan 2007版起，內建多個功能：右鍵功能表新增將選取文字作為搜尋與貼上短網址、在MapleBBS中下載全篇文章等。
在文字編碼上，Open PCMan 2007支援繁簡體（Big5和GB2312）的顯示和繁簡體字體轉換，另外在Big5方面，也內建了對Unicode補完計畫字集的顯示和系統轉碼支援，唯獨目前為止仍不支援UTF-8。

## 開發者
- Hong Jen Yee 洪任諭（PCMan，原作者及主要開發者）
- Jim Huang 黃敬群（jserv）
- Kanru Chen 陳侃如（kanru）
- Chia I Wu 吳佳一（olv）
- Shih-Yuan Lee 李世元（FourDollars）
- Youchen Lee 李宥辰（copyleft）
- Emfox Zhou 周玮（emfox）

主要貢獻者
- badpp@ptt.cc	滑鼠手勢功能
- BBcall@ptt.cc	即時翻譯功能
- ceshine@ptt.cc	自動檢查更新版本
- cole945@ptt.cc: 改良 neopro 的 UAO 支援、支援改變顯示編碼加入 searchplugin 支援、眾多大小修改、創作新工具列圖示。
- neopro@ptt.cc: 實做完整的 Unicode 補完計畫支援，可顯示日文
- rocet@ptt.cc: 搜尋列、縮網址、雙擊選取文字、複製文章、小 bug 修正、專案管理...
- sekwisd@ptt.cc: 製作 GPL 授權的新工具列圖示

特別致謝
- https://web.archive.org/web/20150801180107/http://foood.net/ 設計的工具列圖示，LYM 取得圖示授權
- George Anescu 提供免費 Rijndael 加密程式碼（PCMan內部有使用）
- MyIE 3.2 作者（PCMan Combo 瀏覽器支援有參考 MyIE 程式碼）
- Pengtu 等對岸網友維護全球華語 BBS 列表
- TakeTime 等人提供最新版 BBS 站台列表資料
- Ptt 台大批踢踢實業坊：http://ptt.cc/ （页面存档备份，存于） 贊助 PCMan 網頁空間

## 以PC MAN為名的著作
- PC MAN 著. . 臺北市: 松崗資產管理. 2010年5月. ISBN 978-986-7309-61-7. 初版

## 外部連結
- PCMan官方網站 （页面存档备份，存于）
- Open PCMan開放原始碼專案官方網站
- PCMan X官方網站 （页面存档备份，存于）
- PCMan X－ 跨平台開放原始碼BBS連線軟體 （页面存档备份，存于）
- PCManX-gtk2 官方網站 （页面存档备份，存于）
- SourceForge.net: PCMan X （页面存档备份，存于）
- PCMan Mozila plug-in（mozdev官方網站） （页面存档备份，存于）
- PCMan+BBI官方網站 （页面存档备份，存于）
- PTT教學網站